# Август фон Вердер
Граф Карл Фрідріх Вільгельм Леопольд Август фон Вердер (нім. Karl Friedrich Wilhelm Leopold August Graf von Werder; 12 вересня 1808 — 12 вересня 1887) — видатний прусський воєначальник, генерал піхоти (1870).

## Біографія
В 1825 році вступив в 1-й гвардійський полк. В 1842 році був відряджений на Кавказ, де брав участь в Кавказькій війні, був важко поранений.
Після повернення в 1846 році до Німеччини був зарахований в прусський Генеральний штаб. В 1863 році призначений командиром 8-ї піхотної бригади, з 1864 року — командир 4-ї гвардійської піхотної бригади, з 1865 року — 3-ї піхотної дивізії. Під час австро-прусської війни дивізія Вердера у складі 2-го армійського корпусу армії принца Фрідріха Карла брала участь у боях при Гічіномі і Кеніггреці.
При оголошенні в 1870 році війни Франції Вердер перебував в штабі кронпринца і після битви при Верте призначений командиром Баварсько-Вюртембергского корпусу, а потім начальником військ, які облягали Страсбург. Після капітуляції цієї фортеці 27 серпня Вердер отримав в командування 14-й армійський корпус, якому доручено було перепинити ворогові дорогу з південного сходу до обложеного Бельфора. Зайнявши Везуль, Діжон і Безансон, Вердер став в центрі формування нової французької армії Бурбакі. Спроба Джузеппе Гарібальді захопити Діжон була ним відбита, а французький корпус генерала Камілля Кремера, що мав намір пробитися з Нюї до Бельфора, був також змушений відступити. Коли ж, нарешті, на звільнення Бельфора з'явилася армія Бурбакі, Вердер, який любив говорити, що «зупинятися і чекати — найгірше з усіх рішень», стягнув свої війська біля Везуля і несподіваним ударом у фланг Бурбакі біля Віллесекселя 9 січня 1871 року змусив його відступити до річки Лізен. З'єднавшись із знову сформованими II і ѴI корпусами, які прибули з Німеччини, Вердер дав Бурбакі бій на Лізені, поблизу Діжона, і після триденного бою (15-17 січня 1871) змусив відступити до Швейцарії, де той склав зброю.
Після закінчення війни, Вердер був затверджений на посаді командира XIV армійського корпусу. У 1879 році йому був подарований графський титул. Незабаром Вердер вийшов через хворобу у відставку і помер в маєтку Грюссов в Померанії.

## Нагороди
- Орден Святого Володимира 4-го ступеня (Російська імперія; 1842-46) — за заслуги у Кавказькій війні.
- Орден Адольфа Нассау, командорський хрест 2-го класу з мечами (Герцогство Нассау; 16 квітня 1861)
- Орден Леопольда (Австрія), командорський хрест (19 грудня 1863)
- Орден Святого Станіслава 1-го ступеня (Російська імперія; 11 червня 1864)
- Медаль «За підкорення Західного Кавказу» (Російська імперія; 16 вересня 1864)
- Орден Андрія Первозванного (Російська імперія; 30 січня 1865)
- Pour le Mérite з дубовим листям
  - орден (20 вересня 1866) — за заслуги під час австро-прусської війни.
  - дубове листя (18 січня 1871)
- Хрест «За військові заслуги» (Мекленбург-Шверін) 1-го класу (4 грудня 1966)
- Хрест «За вислугу років» (Пруссія)
- Орден Святого Георгія 3-го ступеня (Російська імперія; 30 жовтня 1870) — «У відплату відмінною хоробрості і мужності, наданих під час військових дій німецьких військ у Франції. »
- Орден Червоного орла, великий хрест з дубовим листям і мечами (22 січня 1871)
- Орден «За військові заслуги» (Вюртемберг), великий хрест (1 лютого 1871)
- Залізний хрест 2-го і 1-го класу
- Великий хрест Залізного хреста (22 березня 1871)
- Орден «За заслуги» (Баварія), великий хрест (4 квітня 1871)
- Орден Військових заслуг Карла Фрідріха, великий хрест (6 квітня 1871)
- Орден Святого Олександра Невського (Російська імперія; 20 червня 1871)
- Орден Церінгенського лева, великий хрест з мечами, золотою короною та діамантами (14 жовтня 1875)
- Королівський орден дому Гогенцоллернів, великий командорський хрест із зіркою (22 вересня 1877)
- Князівський орден дому Гогенцоллернів, почесний хрест 1-го класу з мечами
- Орден Чорного орла з ланцюгом
- Орден Святого Йоанна (Бранденбург), почесний лицар
- Орден Вірності (Баден)
- Орден Людвіга (Гессен), великий хрест
- Почесний хрест (Шварцбург) 1-го класу
- Орден Вюртемберзької корони, великий хрест
- Орден Білого Орла (Російська імперія)
- Орден Святої Анни 1-го ступеня (Російська імперія)
- Почесний громадянин міст Карлсруе, Штеттін і Грефрат

## Вшанування пам'яті
Ім'я Вердера носять казарми бундесверу в Саарлуї (Graf-Werder-Kaserne), вулиці в численних німецьких містах і центральна площа південної частини Карлсруе.